# Hey Hey Hey (canción de Katy Perry)
«Hey Hey Hey» es una canción interpretada por la cantante y compositora estadounidense Katy Perry, fue lanzada a las estaciones de radio contemporáneas italianas el 12 de enero de 2018 por Universal Music Group como sencillo promocional de su quinto álbum de estudio, Witness. La canción fue escrita por Perry, Sia Furler, Sarah Hudson, Max Martin y Ali Payami, mientras que la producción estuvo a cargo de Martin y Payami. «Hey Hey Hey» es una canción pop y electropop influenciada por el rock y la música electrónica; su tema lírico es el empoderamiento femenino. Los críticos especularon que la canción también trataba sobre los nominados a las elecciones presidenciales de los Estados Unidos de 2016, Donald Trump y Hillary Clinton.
Los críticos de música dieron comentarios mixtos de «Hey Hey Hey» elogiándolo como uno de las canciones de Witness, mientras que otros lo consideraron mediocre y lo llamaron un intento fallido de duplicar el éxito de los éxitos anteriores de Perry. También se comparó con las obras de la cantante estadounidense Britney Spears y la neozelandesa Lorde. Para acompañar la canción, un vídeo musical fue subido en la cuenta oficial de YouTube de Perry el 20 de diciembre de 2017. El clip fue filmado por Isaac Rentz en Beverly Hills, California y está ambientado en el siglo XVIII y el Ancien Régime, con una vestimenta parecida la de la última reina de Francia, María Antonieta y la heroína francesa Juana de Arco. Para una mayor promoción, Perry interpretó la canción varias veces y otras más durante su gira de conciertos Witness: The Tour (2017-2018) y en Katy Perry Live: Witness World Wide (2017), el cual fue transmitido durante cuatro días. Comercialmente, la canción apareció en listas musicales de República Checa, Nueva Zelanda y Suecia.

## Grabación y composición
«Hey Hey Hey» fue grabado en los estudios MXM en Los Ángeles, California, y en Wolf Cousins Studios en Estocolmo, Suecia. Fue mezclado en MixStar Studios en Virginia Beach, Virginia, por Serban Ghenea y John Hanes, y masterizado en Sterling Sound en la ciudad de Nueva York por Randy Merrill. Fue escrito por Katy Perry, Sia Furler, Sarah Hudson, Max Martin y Ali Payami, y producido por Martin y Payami. Martin realizó la percusión de la canción y Payami proporcionó percusión, bajo, sintetizadores y piano. Cory Bice y Jeremy Lertola se desempeñaron como asistentes de ingeniería y Peter Karlsson fue acreditado como productor vocal. Perry cantó la voz principal y de fondo para «Hey Hey Hey», con Astrid S proporcionando voces de fondo adicionales.
Musicalmente, la canción tiene influencias de rock y electrónica, dark dream pop y electropop de los 2000. Líricamente «afirma que las mujeres pueden ser personas complejas con una multitud de rasgos de personalidad» y trata temas de empoderamiento femenino. A lo largo de la grabación, Perry niega que «ella es un huevo de Fabergé frágil», y se refiere a sí misma como «una profesional en las relaciones públicas».

## Recepción crítica
Tras su lanzamiento, los críticos de música dieron a "Hey Hey Hey" críticas mixtas. Sal Cinquemani de Slant Magazine elogió a Perry por estar "en su forma más efectiva y cómoda". El escritor Mike Wass de Idolator comparó positivamente la pista con el material de la cantante estadounidense Britney Spears Femme Fatale (2011), y lo llamó el punto culminante de Witness. Aunque etiquetando la producción de la fórmula "Hey Hey Hey", Andy Gill de  The Independent también destacó la canción como una de las mejores del álbum. Cooper de NME comparó el "lánguido y amplio sonido" de la grabación con los trabajos de la cantante de Neozelandesa Lorde.

## Interpretaciones en vivo
Perry promovió "Hey Hey Hey" con varias actuaciones en vivo e incluyó la canción en el segmento de clausura de su gira de conciertos Witness: The Tour (2017 – 2018), donde la interpretó en una motocicleta de estilo Tron. Perry también cantó la canción durante su transmisión en vivo de cuatro días en YouTube Katy Perry Live: Witness World Wide en el Glastonbury Festival cerca de Pilton, Somerset, Inglaterra, el 24 de junio, y para la estación de radio británica Kiss el 26 de junio de 2017, donde interpretó una versión acústica de la canción.

## Créditos y personal
Créditos y personal adaptados de las notas de Witness.

### Grabación
- Grabado en MXM Studios (Los Ángeles, California), MXM Studios (Estocolmo, Suecia) y Wolf Cousins Studios (Estocolmo, Suecia).
- Mezclado en los estudios MixStar (Virginia Beach, Virginia)
- Masterizado en Sterling Sound (Ciudad de Nueva York, Nueva York)

### Personal
- Katy Perry - composición, voz principal, voces de fondo
- Max Martin - composición de canciones, producción para MXM Productions, programación, percusión, diente de Max
- Sia - composición de canciones
- Ali Payami - composición de canciones, producción para Wolf Cousins Productions, programación, percusión, bajo, sintetizadores, piano
- Sarah Hudson - composición de canciones
- Astrid S - voces de fondo
- Sam Holland - ingeniería
- Cory Bice - asistente de ingeniería
- Jeremy Lertola - asistente de ingeniería
- Peter Karlsson - edición vocal
- Serban Ghenea - mezcla
- John Hanes - ingeniería de mezclas
- Randy Merrill - masterización

|}

## Charts
| Chart (2017–18)                              | Peak position |
| -------------------------------------------- | ------------- |
| República Checa (Rádio Top 100)              | 53            |
| Nueva Zelanda New Zealand Heatseekers (RMNZ) | 5             |
| Suecia (Sverigetopplistan)                   | 95            |